# Milheirós de Poiares
Milheirós de Poiares es una freguesia portuguesa del concelho de Santa Maria da Feira, con 8,93 km² de superficie y 3.859 habitantes (2001). Su densidad de población es de 432,1 hab/km².